# Stagnicola caperatus
Stagnicola caperatus är en snäckart som först beskrevs av Thomas Say 1829.  Stagnicola caperatus ingår i släktet Stagnicola och familjen dammsnäckor. Inga underarter finns listade i Catalogue of Life.